# Carles Rocamora i Sellarés
Carles Rocamora i Sellarés   (Barcelona, 6 d'abril de 1939), conegut al món de les curses com a La Pava, és un antic pilot de motociclisme català. S'especialitzà en proves de resistència i fou pilot oficial de Montesa durant la dècada de 1960. Guanyà el Trofeu CAP el 1961, dos campionats d'Espanya de resistència (1963 i 1965) i un d'Europa (1965), tots ells amb Montesa. Disputà vuit edicions de les 24 Hores de Montjuïc i hi aconseguí dues segones posicions (1963 i 1965) i una victòria -pilotant una Bultaco 360 cc prototip amb Salvador Cañellas- el 1969.
Carles Rocamora s'inicià en el motociclisme de ben jove, concretament el novembre de 1960 a Girona. Inicialment, havia anat a aquella prova de participar-hi en la cursa de karts, però el seu kart es va espatllar i no hi va poder córrer. Aleshores un amic li va deixar la seva moto per tal que pogués disputar, si més no, la cursa de motos que es feia després, amb el resultat que Rocamora l'acabà guanyant. Menys d'un any més tard, el setembre de 1961, Carles Rocamora guanyà la Pujada a Sant Feliu de Codines contra pronòstic, establint-ne de passada un nou rècord.

## Resultats al Mundial de motociclisme[5]
| Any  | Categoria | Moto    | Curses | Victòries | Podi | Pole | Fast lap | Punts | Posició |
| ---- | --------- | ------- | ------ | --------- | ---- | ---- | -------- | ----- | ------- |
| 1968 | 250cc     | Bultaco | 1      | 0         | 0    | 0    | 0        | 2     | 14è     |